# Aloba cinereus
Aloba cinereus är en fjärilsart som beskrevs av Butler och Calv. 1893. Aloba cinereus ingår i släktet Aloba och familjen mätare. Inga underarter finns listade i Catalogue of Life.